# Monticola rupestris
Monticola rupestris là một loài chim trong họ Muscicapidae.